# آندره زیمرمان
آندره زیمرمان (فرانسوی: André Zimmermann‎؛ زادهٔ ۲۰ فوریهٔ ۱۹۳۹ - درگذشته ۵ نوامبر ۲۰۱۹) دوچرخه‌سوار اهل فرانسه بود.